# ГЕС Yúnpéng
ГЕС Yúnpéng (云鹏水电站) — гідроелектростанція на півдні Китаю у провінції Юньнань. Знаходячись між ГЕС Léidǎtān (вище по течії) та ГЕС Fènghuánggǔ, входить до складу  каскаду на річці Наньпан, яка через Hongshui, Qian та Xun відноситься до річкової системи Сіцзян (завершується в затоці Південно-Китайського моря між Гуанчжоу та Гонконгом).
В межах проекту річку перекрили кам’яно-накидною греблею із земляним ядром висотою 97 метрів, довжиною 457 метрів та шириною по гребеню 10 метрів, яка потребувала 3,2 млн м3 матеріалу. Вона утримує водосховище з об’ємом 374 млн м3 (під час повені до 380 млн м3) та корисним об'ємом 226 млн м3, в якому припустиме коливання рівня поверхні у операційному режимі між позначками 877 та 902 метра НРМ.
Пригреблевий машинний зал обладнали трьома турбінами типу Френсіс потужністю по 70 МВт, які використовують напір від 53 до 83 метрів (номінальний напір 62 метри) та забезпечують виробництво 895 млн кВт-год електроенергії на рік.
Видача продукції відбувається по ЛЕП, розрахованій на роботу під напругою 220 кВ.